# Slagelse Wolfpack
Gli Slagelse Wolfpack  sono una squadra di football americano di Slagelse, in Danimarca, fondata nel 1996.
Hanno partecipato in collaborazione con gli Amager Demons alla Danmarksserien del 2014 e alla 1. division del 2023, mentre nel 2020 hanno partecipato alla 1. division in collaborazione con i Copenhagen Tomahawks.

## Dettaglio stagioni

### Tornei nazionali

#### Campionato

##### Nationalligaen
| Stagione | regular season | regular season | regular season | regular season | regular season | regular season | playoff | playoff | playoff | playoff | playoff | playoff   | playoff    |
|          | Vin            | Par            | Per            | Tot            | PF             | PS             | Vin     | Per     | Tot     | PF      | PS      | risultato | avversaria |
| -------- | -------------- | -------------- | -------------- | -------------- | -------------- | -------------- | ------- | ------- | ------- | ------- | ------- | --------- | ---------- |
| 2009     | 0              | 0              | 10             | 10             | 33             | 352            | -       | -       | -       | -       | -       | -         | -          |
| 2010     | 3              | 0              | 7              | 10             | 134            | 270            | -       | -       | -       | -       | -       | -         | -          |
| 2011     | 0              | 0              | 8              | 8              | 102            | 394            | -       | -       | -       | -       | -       | -         | -          |
| Totale   | 3              | 0              | 25             | 28             | 269            | 1016           | -       | -       | -       | -       | -       |           |            |

##### 2. division
| Stagione | regular season | regular season | regular season | regular season | regular season | regular season | playoff | playoff | playoff | playoff | playoff | playoff   | playoff    |
|          | Vin            | Par            | Per            | Tot            | PF             | PS             | Vin     | Per     | Tot     | PF      | PS      | risultato | avversaria |
| -------- | -------------- | -------------- | -------------- | -------------- | -------------- | -------------- | ------- | ------- | ------- | ------- | ------- | --------- | ---------- |
| 2017     | 3              | 0              | 5              | 8              | 185            | 187            | -       | -       | -       | -       | -       | -         | -          |
| Totale   | 3              | 0              | 5              | 8              | 185            | 187            | -       | -       | -       | -       | -       |           |            |

##### Danmarksserien
| Stagione | regular season | regular season | regular season | regular season | regular season | regular season | playoff | playoff | playoff | playoff | playoff | playoff    | playoff            |
|          | Vin            | Par            | Per            | Tot            | PF             | PS             | Vin     | Per     | Tot     | PF      | PS      | risultato  | avversaria         |
| -------- | -------------- | -------------- | -------------- | -------------- | -------------- | -------------- | ------- | ------- | ------- | ------- | ------- | ---------- | ------------------ |
| 2012     | 6              | 0              | 4              | 10             | 241            | 186            | 1       | 1       | 2       | 50      | 49      | Semifinale | Næstved Vikings    |
| 2013     | 5              | 0              | 5              | 10             | 202            | 246            | -       | -       | -       | -       | -       | -          | -                  |
| 2015     | 6              | 0              | 4              | 10             | 259            | 194            | 3       | 0       | 3       | 130     | 34      | Campioni   | Frederikssund Oaks |
| 2016     | 8              | 0              | 2              | 10             | 395            | 147            | 0       | 1       | 1       | 30      | 38      | Semifinale | Køge Marines       |
| 2019     | 0              | 0              | 10             | 10             | 28             | 468            | -       | -       | -       | -       | -       | -          | -                  |
| 2022     | 0              | 0              | 6              | 6              | 0              | 300            | -       | -       | -       | -       | -       | -          | -                  |
| Totale   | 25             | 0              | 31             | 56             | 1125           | 1541           | 4       | 2       | 6       | 210     | 121     |            |                    |

### Riepilogo fasi finali disputate
| Anno              | Luogo         | Evento         | Fase del torneo | Incontro                               | Risultato |
| 22 settembre 2012 | Næstved       | Danmarksserien | Semifinale      | Næstved Vikings - Slagelse Wolfpack    | 28 - 0    |
| 4 ottobre 2015    | Frederikssund | Danmarksserien | Elming Bowl     | Frederikssund Oaks - Slagelse Wolfpack | 22 - 33   |
| 24 settembre 2016 | Slagelse      | Danmarksserien | Semifinale      | Slagelse Wolfpack - Køge Marines       | 30 - 38   |

## Palmarès
- 1 Elming Bowl (2015)